# Henry Olin
Henry Olin (* 7. Mai 1768 in Shaftsbury, Bennington County, Provinz New York; † 16. August 1837 in Salisbury, Vermont) war ein US-amerikanischer Politiker. Zwischen 1824 und 1825 vertrat er den dritten Wahlbezirk des Bundesstaates Vermont im US-Repräsentantenhaus.

## Werdegang
Henry Olin besuchte die öffentlichen Schulen seiner Heimat und studierte anschließend Jura. Nach seiner Zulassung als Rechtsanwalt begann er in seinem neuen Beruf zu arbeiten. Im Jahr 1788 zog er nach Leicester in Vermont. Politisch schloss er sich der von Thomas Jefferson gegründeten Demokratisch-Republikanischen Partei an. Zwischen 1799 und 1804, von 1806 bis 1815 sowie zwischen 1817 und 1819 und nochmals von 1822 bis 1824 war er Abgeordneter im Repräsentantenhaus von Vermont. In den Jahren 1814, 1822 und 1822 war er jeweils Delegierter auf Versammlungen zur Überarbeitung der Staatsverfassung von Vermont. Zwischen 1801 und 1824 war er auch Richter am Bezirksgericht im Addison County. In den Jahren 1821 bis 1822 gehörte Olin auch dem Regierungsrat von Vermont an.
Nach dem Tod des Kongressabgeordneten Charles Rich wurde Olin bei der notwendig gewordenen Nachwahl im dritten Distrikt von Vermont zu dessen Nachfolger im US-Repräsentantenhaus gewählt. Dort beendete er zwischen dem 13. Dezember 1824 und dem 3. März 1825 die angebrochene Legislaturperiode. In den Jahren 1827 bis 1830 war Olin Vizegouverneur von Vermont. Er starb im August 1837 und wurde in Leicester beigesetzt. Henry Olin war der Neffe von Gideon Olin (1743–1828), der zwischen 1803 und 1807 ebenfalls für Vermont im Kongress saß.